# ゲーロルフィンゲン
ゲーロルフィンゲン (ドイツ語: Gerolfingen) は、ドイツ連邦共和国バイエルン州ミッテルフランケンのアンスバッハ郡に属す町村（以下、本項では便宜上「町」と記述する）で、エーインゲンに本部を置くヘッセルベルク行政共同体を構成する自治体の一つ。

## 地理

### 地質学
この町では、主にコイパー（三畳紀後期）の地層が見られる。ヘッセルベルク山への登り口付近ではジュラ紀の地層が見られる。

### 交通
この町は、ディンケルスビュールとヴァッサートリューディンゲンを結ぶ州道St2218号線沿いに位置し、この道路を定期バスが運行している。この道路は、ドイツ観光街道のアルプス＝バルト海ルートの一部でもある。ヘッセルベルク山への登山道は、この道からゲーロルフィンゲンの町で分岐する。

### 隣接する自治体
ゲーロルフィンゲンの西は、ヴィッテルスホーフェン、東はレッキンゲン、北はヘッセルベルク山があり直接通じる道路はないもののエーインゲンに接し、南にはヴァッサートリューディンゲンのフュルンハイム地区、南西にはヴァイルティンゲンが位置している。

### 自治体の構成

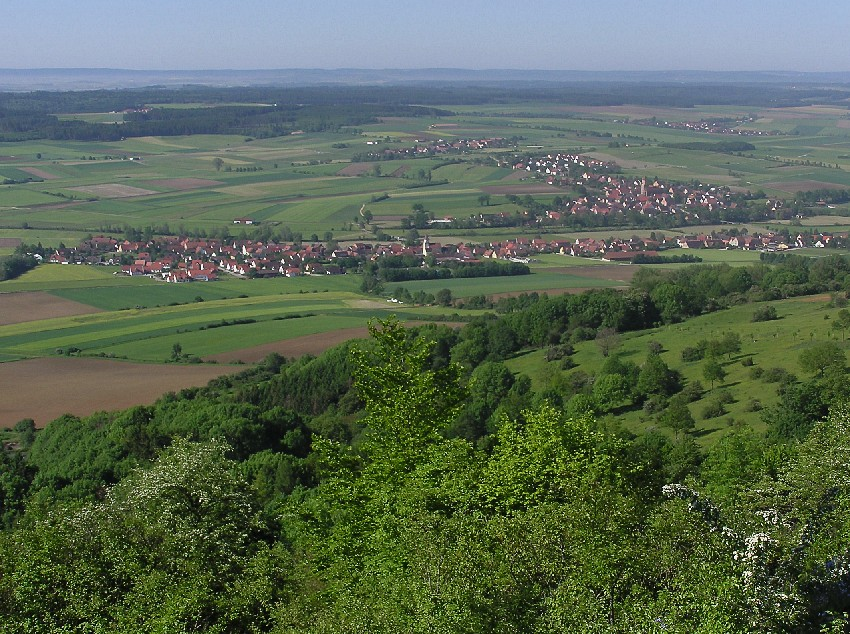
ヘッセルベルク山から見下ろしたゲーロルフィンゲンの町並み

この町は、公式には4つの地区 (Ort) からなる。このうち小集落や孤立農場などを除く集落を以下に列記する。
- アウフキルヒェン
- ゲーロルフィンゲン
- イルジンゲン

ゲーロルフィンゲン地区は、右の写真中景の左右に長く延びた集落で、ヴェルニッツ川の向こうにアウフキルヒェンさらにその奥にイルジンゲンの集落が位置している。

## 歴史
ゲーロルフィンゲンが初めて文献に記録されているのは1228年。アウフキルヒェンはこれより古く、1188年に文献上で言及されている。地名の語尾の "-ingen"や "-kirchen"、あるいはフランク語である "Gerol"は、この村が古いフランク人入植地に由来していることを示している。

### 宗教
この町では、ミッテルフランケンの他の多くの町と同じく、プロテスタントが優勢である。

## 行政

### 紋章
金と赤の上下に分割された上部。本体は、銀と黒で左右二分割。それぞれの反対側の背景色を使って大きく鷲が描かれている。鷲の足は左向きに（向かって右向き）に水平に置かれた投げ槍をつかんでいる。

## 文化と見所

### 博物館
- ルッフェンホーフェン・ローマ公園

### 建築
- アウフキルヒェン地区には特徴的な二重のベル型屋根の塔をもつ教会がある。
- ゲーロルフィンゲン地区の中央には、菩提樹の巨木の下に地味な"Schäferbrünnlein"（羊飼いの泉）がある。

### スポーツ
アウフキルヒェン地区にはサッカークラブ SCA がある。

### 郷土料理
村には3軒の料理屋があり、伝統的なフランケン料理が出される。中でもレストラン「レッター」では、1990年代半ばまでフランケン中で有名な「レッター・ブロイ」が醸造されていた。醸造工場は、ドイツで最も古い瓶詰め機械を有していた。

## 経済と社会資本
ゲーロルフィンゲンは、ロマンティック・フランケン観光連盟に加盟している。

## 引用
1. ↑  https://www.statistikdaten.bayern.de/genesis/online?operation=result&code=12411-003r&leerzeilen=false&language=de Genesis-Online-Datenbank des Bayerischen Landesamtes für Statistik Tabelle 12411-003r Fortschreibung des Bevölkerungsstandes: Gemeinden, Stichtag (Einwohnerzahlen auf Grundlage des Zensus 2011)
2. ↑  Bayerische Landesbibliothek Online